# Port Douglas
Port Douglas – miejscowość w stanie Queensland, w północno-wschodniej Australii, na wybrzeżu Pacyfiku. Położony pomiędzy Cooktown znajdującego się ok. 118 km na północ oraz Cairns znajdującego się ok. 60 km na południowy zachód. Ludność około 3,5 tys. Port jachtowy i ośrodek wczasowy. Miasto leży w strefie klimatu tropikalnego. W okresie od grudnia do marca, dzienna temperatura wynosi ok. 30 °C oraz występują duże opady, w pozostałych miesiącach średnie temperatury oscylują na poziomie 25-28 °C.
W momencie założenia Port Douglas rywalizował z Cairns i liczył nawet 12 tys. mieszkańców. Obecnie jest to pełna hoteli, pensjonatów oraz restauracji miejscowość wczasowa, której atutami jest szeroka plaża, pola golfowe bliskość Wielkiej Rafy Koralowej, odtworzony fragment lasu deszczowego – ang. Rainforest Habitat, możliwość wycieczek na pobliskie wyspy oraz na przylądek Cape Tribulation. W okresie deszczowym organizowane są rejsy po rzece Daintree River.
W okolicach Port Douglas 4 września 2006 roku zginął znany australijski przyrodnik Steve Irwin.

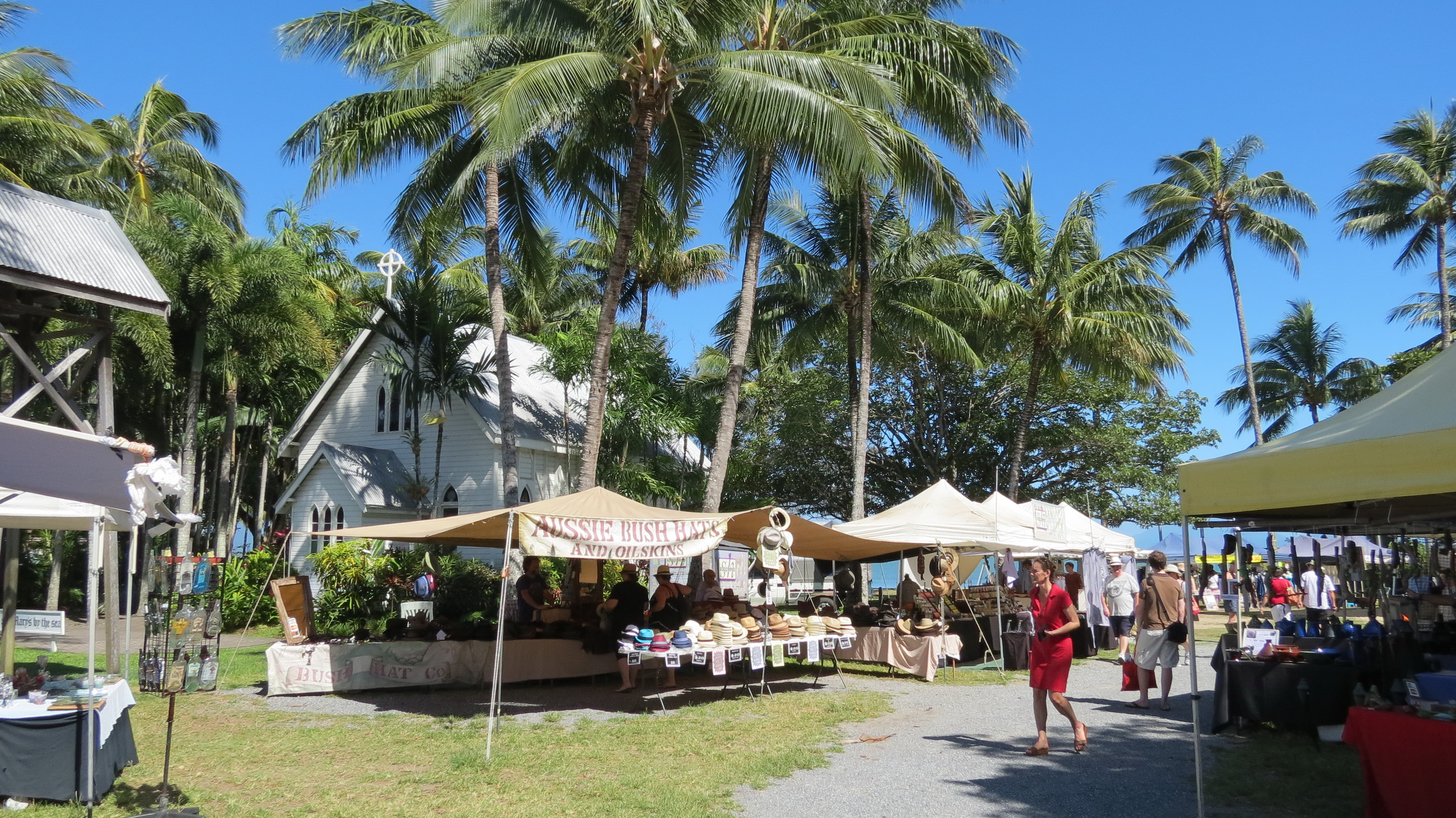
Anzac Park Market
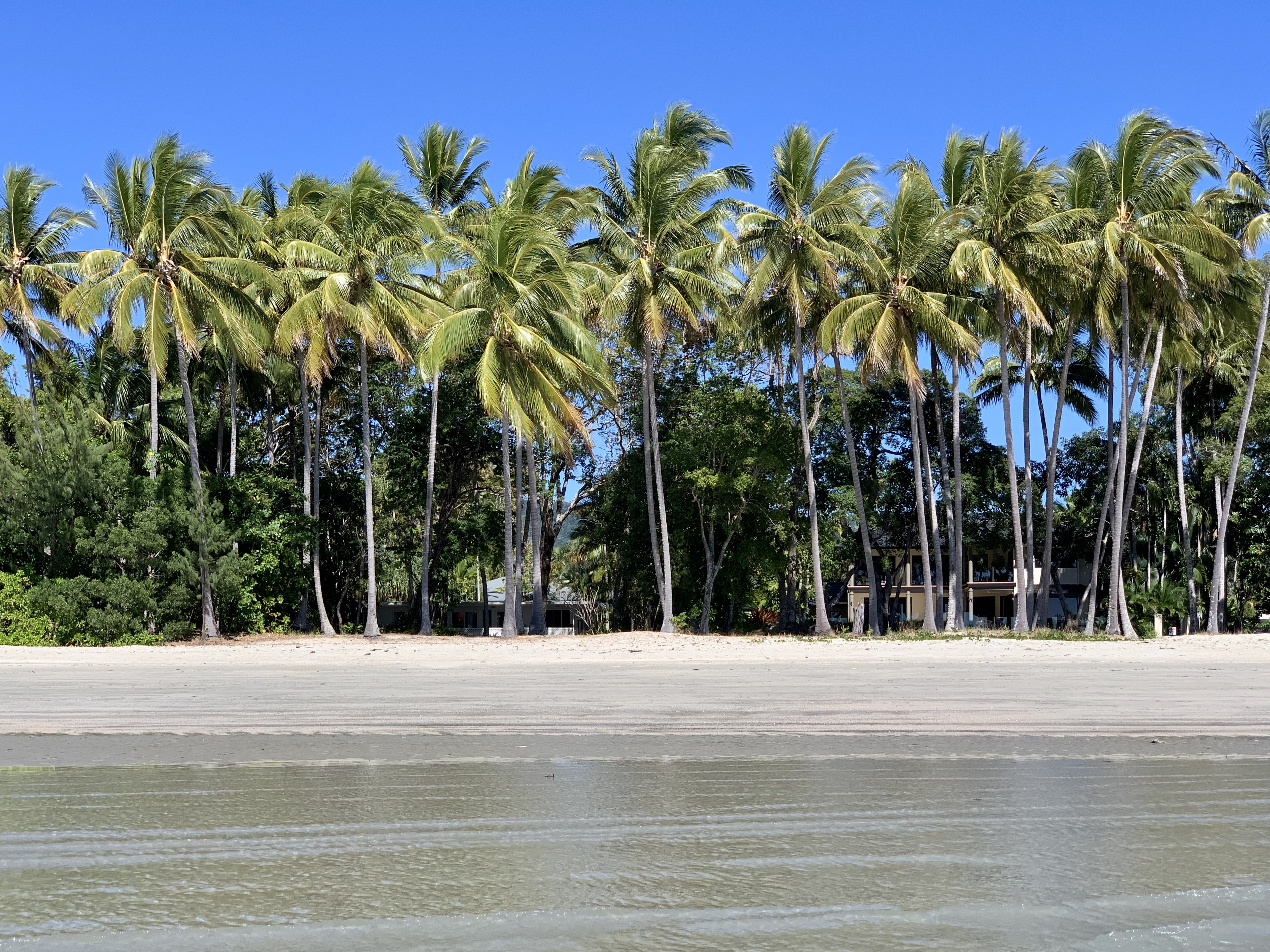
Plaża
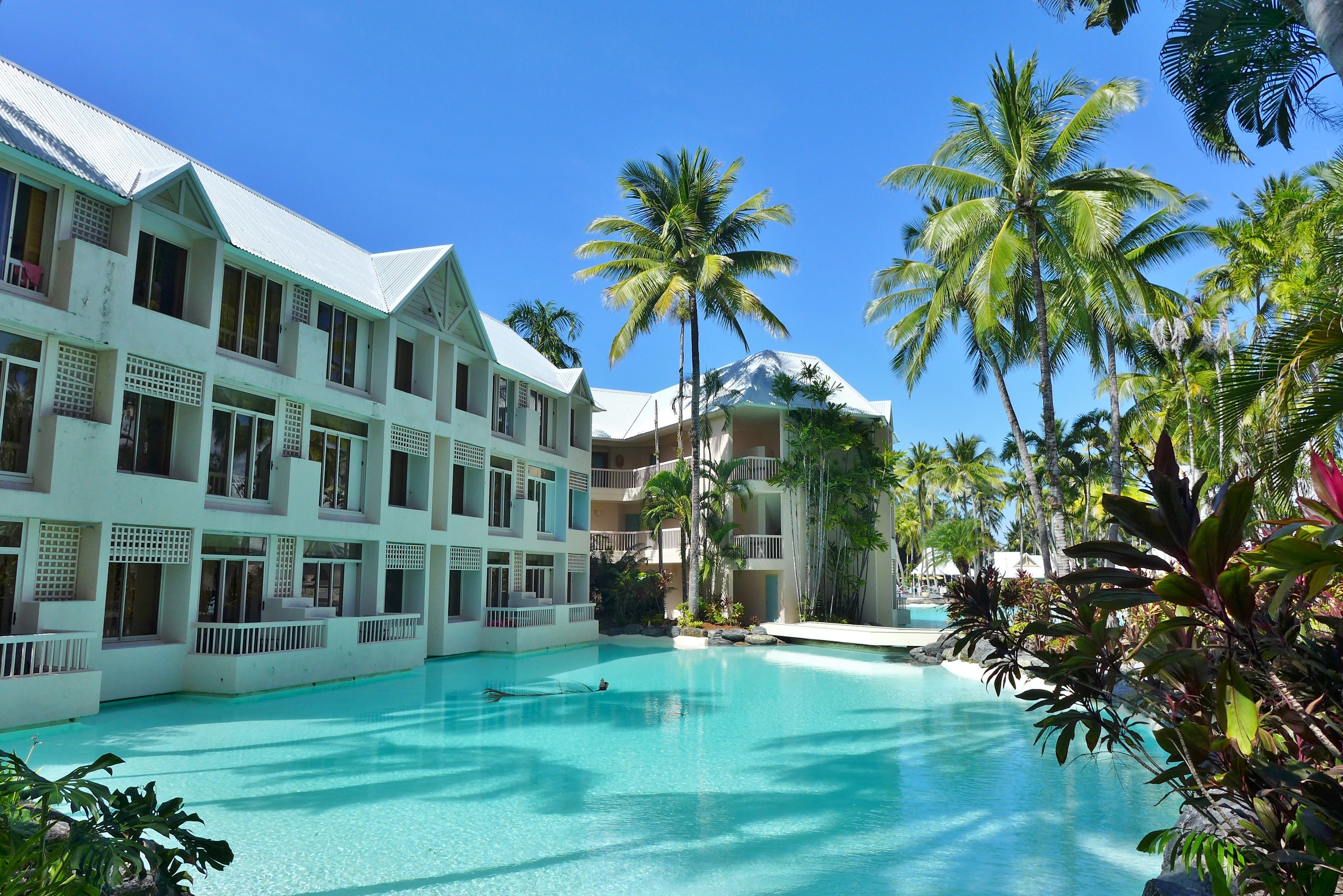
Sheraton Mirage Port Douglas Resort
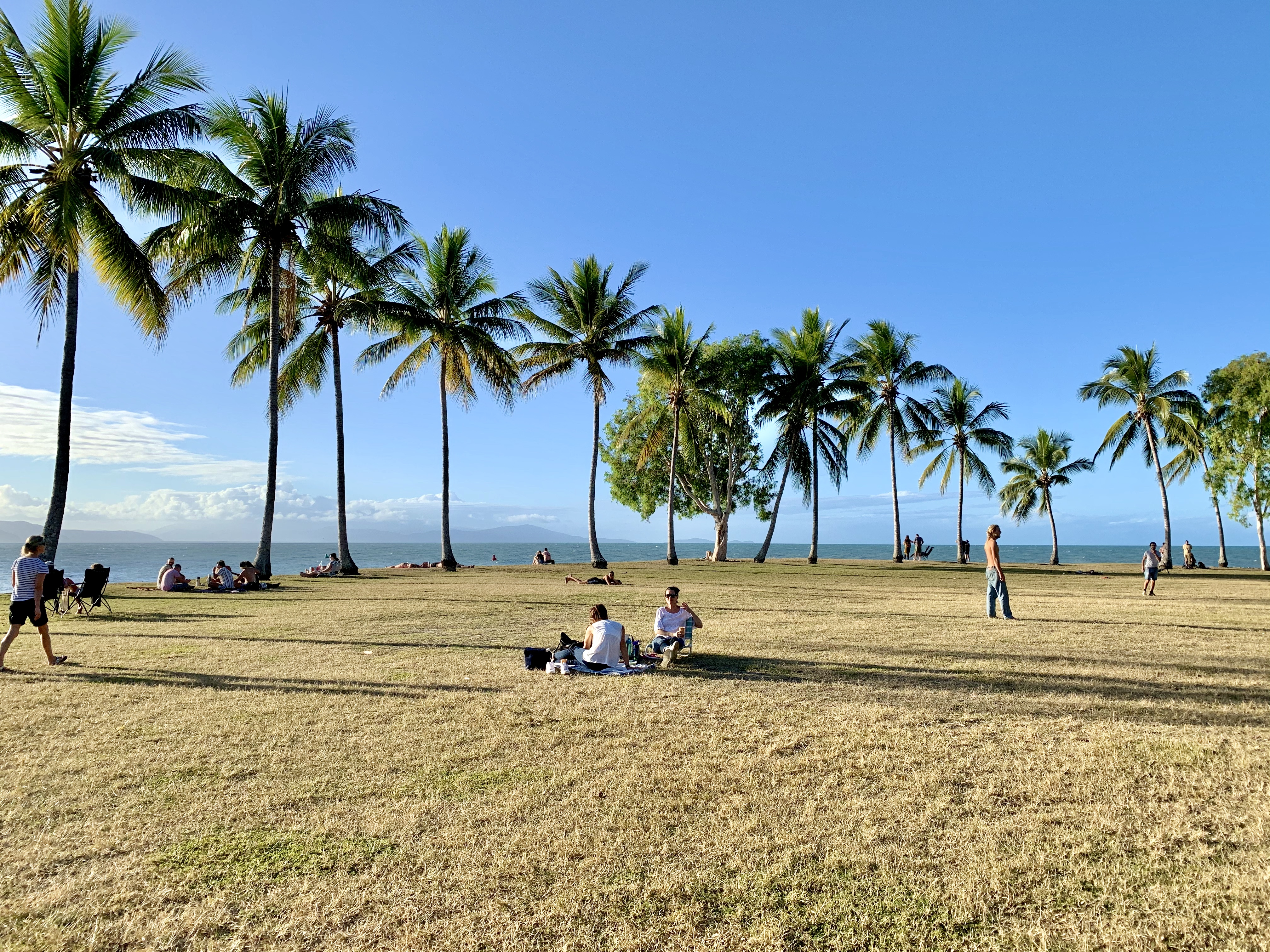
Rex Smeal Park
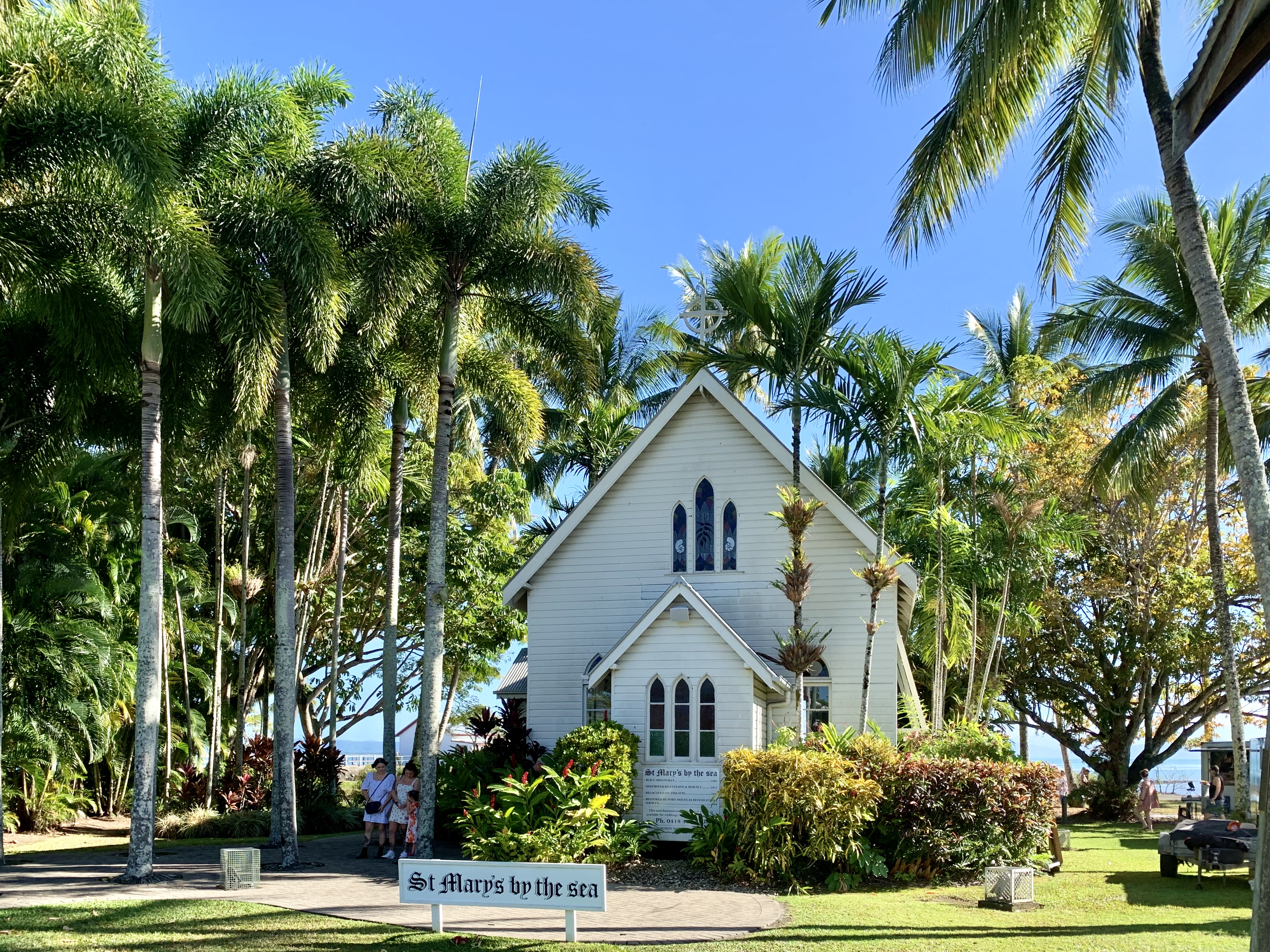
St Mary's by the sea Chapel
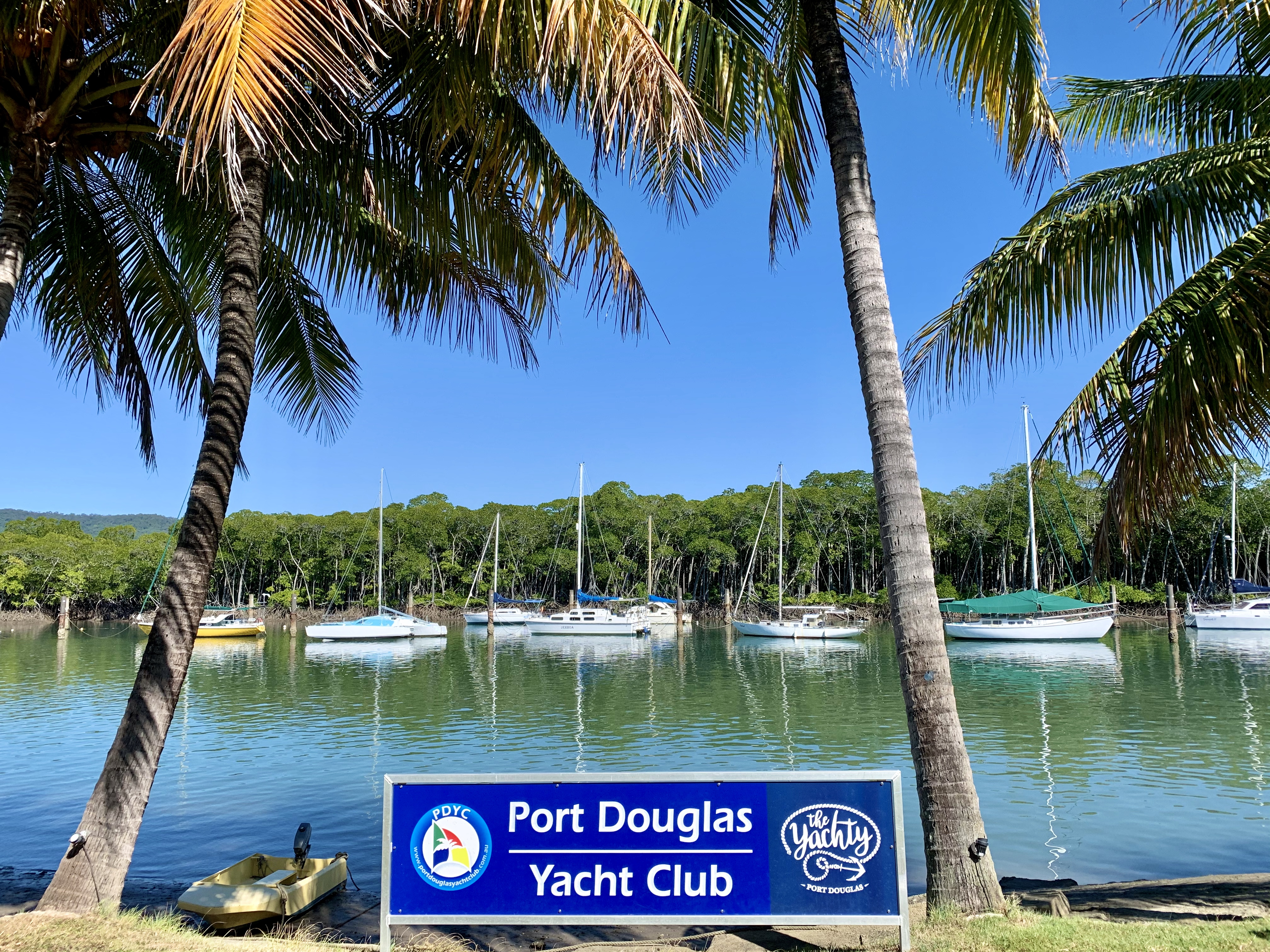
Port Douglas Yacht Club

## Klimat
Port Douglas leży w strefie tropikalnego klimatu monsunowego (klasyfikacja Köppena – Am).
| Miesiąc | Sty  | Lut  | Mar  | Kwi  | Maj  | Cze  | Lip  | Sie  | Wrz  | Paź  | Lis  | Gru  | Roczna |
| --- | ---- | ---- | ---- | ---- | ---- | ---- | ---- | ---- | ---- | ---- | ---- | ---- | ------ |
| Średnie temperatury w dzień [°C] | 30.4 | 30.2 | 29.9 | 28.7 | 27.1 | 25.2 | 24.9 | 25.8 | 27.1 | 28.7 | 30.0 | 30.6 | 28,2   |
| Średnie temperatury w nocy [°C] | 23.5 | 23.4 | 22.6 | 21.2 | 19.3 | 17.2 | 17.0 | 17.2 | 18.4 | 20.6 | 22.0 | 23.1 | 20,5   |
| Opady [mm] | 407  | 483  | 444  | 140  | 85.8 | 41.1 | 29.6 | 22.9 | 36.1 | 97.6 | 112  | 267  | 2138   |
| Średnia liczba dni z opadami | 17.1 | 17.8 | 16.2 | 12.2 | 9.3  | 7.4  | 6.4  | 5.4  | 6.0  | 8.4  | 10.0 | 13.1 | 129    |
| Źródło: Bureau of Meteorology (liczba dni z opadami dla wartości 0,1 mm, wysokość 8 m n.p.m., nad oceanem, temperatury z 1941-1968 / opady z 1991-2020) |      |      |      |      |      |      |      |      |      |      |      |      |        |